# Cytospora eutypelloides
Cytospora eutypelloides är en svampart som beskrevs av Sacc. 1910. Cytospora eutypelloides ingår i släktet Cytospora och familjen Valsaceae.   Inga underarter finns listade i Catalogue of Life.